# Nematoplana cyclops
Nematoplana cyclops är en plattmaskart som beskrevs av Curini-Galletti, Oggaina och Casu 2002. Nematoplana cyclops ingår i släktet Nematoplana och familjen Nematoplanidae. Inga underarter finns listade i Catalogue of Life.